# わんぱく相撲全国女子大会
わんぱく相撲女子全国大会（わんぱくずもうじょしぜんこくたいかい）は、相撲の小学生女子選手（4年生、5年生、6年生）対抗の全国大会である。

## 概要
わんぱく相撲全国大会予選である地区大会は男女混合で行われる大会もあるが、全国大会の参加資格は男子のみであったため、地区大会優勝者が女子であった場合は参加することはできなかった。このため、女子の全国大会への参加を求める要望にこたえて、2019年8月に開設されたものである。

### 第1回大会
第1回大会は2019年8月25日に葛飾区奥戸総合スポーツセンターエイトホールで行われた(東京青年会議所主催)。YouTubeで生配信もされ、2013・2014年国際女子相撲選手権軽量級優勝の野崎舞夏星、2018・2019年国際女子相撲選手権無差別級2位の今日和が解説を務めている。

### 第2回大会
第2回大会は2020年9月6日に愛知県体育館（ドルフィンアリーナ）で開催予定であったが、新型コロナウイルス感染症（COVID-19）の影響により延期された。その後、2021年11月14日にパロマ瑞穂スポーツパーク(名古屋市瑞穂公園)相撲場で第2回女子大会が開催された。
大会の応援として、ゲームソフト『ポケットモンスター』（ポケモン）の「ピカチュウ」と「マクノシタ」が登場した。また会場内では、プログラミング教室・VRスカイダイビング体験・AR砂場・キッチンカー・舞台などのサブイベントも行われた。

### 第3回大会
第3回大会は2022年8月21日にANAどすこいパーク浦添にて行われた。小学校4年生から6年生まで、全国から110人余りの選手が参加。YouTube生配信の解説は、今日和（アイシン精機）と2022年国際女子相撲選抜堺大会で中量級2位の実績を持つ長谷川理央（慶應大）が務めた。

### 第4回大会
第4回大会は2023年9月24日に新潟県新発田市カルチャーセンターで開催された。小学校4年生から6年生まで、33都道府県の約200名が参加。YouTube生配信の解説は野崎舞夏星、ゲスト解説は浜口京子(アテネ・北京五輪女子レスリング72Kg級銅メダル)が務めた。

### 第5回大会
第5回大会は2024年9月22日に地方予選を勝ち抜いた小学4年生から6年生が参加し、愛媛県武道館で開催された。YouTube生配信の解説は、2017年国際女子相撲選抜堺大会中量級優勝の水沼ひかる、2007年世界女子相撲選手権中量級優勝の太田麻乃(焼津市相撲連盟)が務めた。